# Anund Gårdske
Anund Gårdske va ser rei de Suècia cap al 1070 segons la Gesta Hammaburgensis Ecclesiae Pontificum d'Adam de Bremen. Segons aquesta font, provenia de la Rus de Kíev, presumiblement d'Aldeigjuborg. La paraula Gårdske denota que el rei procedia de Gardariki, empraven els nòrdics per a designar a la Rus de Kíev.
Com a cristià es va negar a dur a terme el sacrifici públic als déus nòrdics, presumiblement al temple d'Uppsala, i en conseqüència va ser deposat. "Va deixar l'assemblea de govern anomenada Thing amb alegria, per haver estat trobat digne de patir deshonra pel nom de Jesús". Això va passar poc abans de la finalització de la crònica d'Adam de Bremen a mitjan dècada de 1070.
Una hipòtesi suggereix que Anund i Inge el Vell eren la mateixa persona, ja que diverses fonts esmenten a Inge com a cristià fervent, i la saga Hervarar descriu com Inge també va ser rebutjat per negar-se a administrar els blóts i que va ser exiliat a Västergötland.